# سد رودکوپپی
سد رودکوپپی (به لاتین: Roodekoppies Dam) یک سد وزنی در آفریقای جنوبی است که در شمال غربی (استان آفریقای جنوبی) واقع شده‌است.